# Fauro
Fauro ist eine dicht bewaldete und zerklüftete Insel in der Western-Provinz des pazifischen Inselstaats Salomonen.
Die rund 75 km² große Insel ist nach Alu die zweitgrößte der Shortland-Inseln. Sie liegt nur wenige Kilometer südlich der Grenze zum Nachbarstaat Papua-Neuguinea. Fauro ist vulkanischen Ursprungs und wird von Korallenriffen eingesäumt; der höchste Punkt ist etwa 480 m hoch.
An der Süd- und Ostküste der Insel finden sich kleine Ansiedlungen, darunter Toumoa und Kariki.